# HMS 트라이엄프 (R16)
HMS 트라이엄프 (R16)은 영국 해군의 콜로서스급 항공모함이다. 콜로서스급은 10척이 건조되었으며, 트라이엄프함은 9번함이다.

## 역사

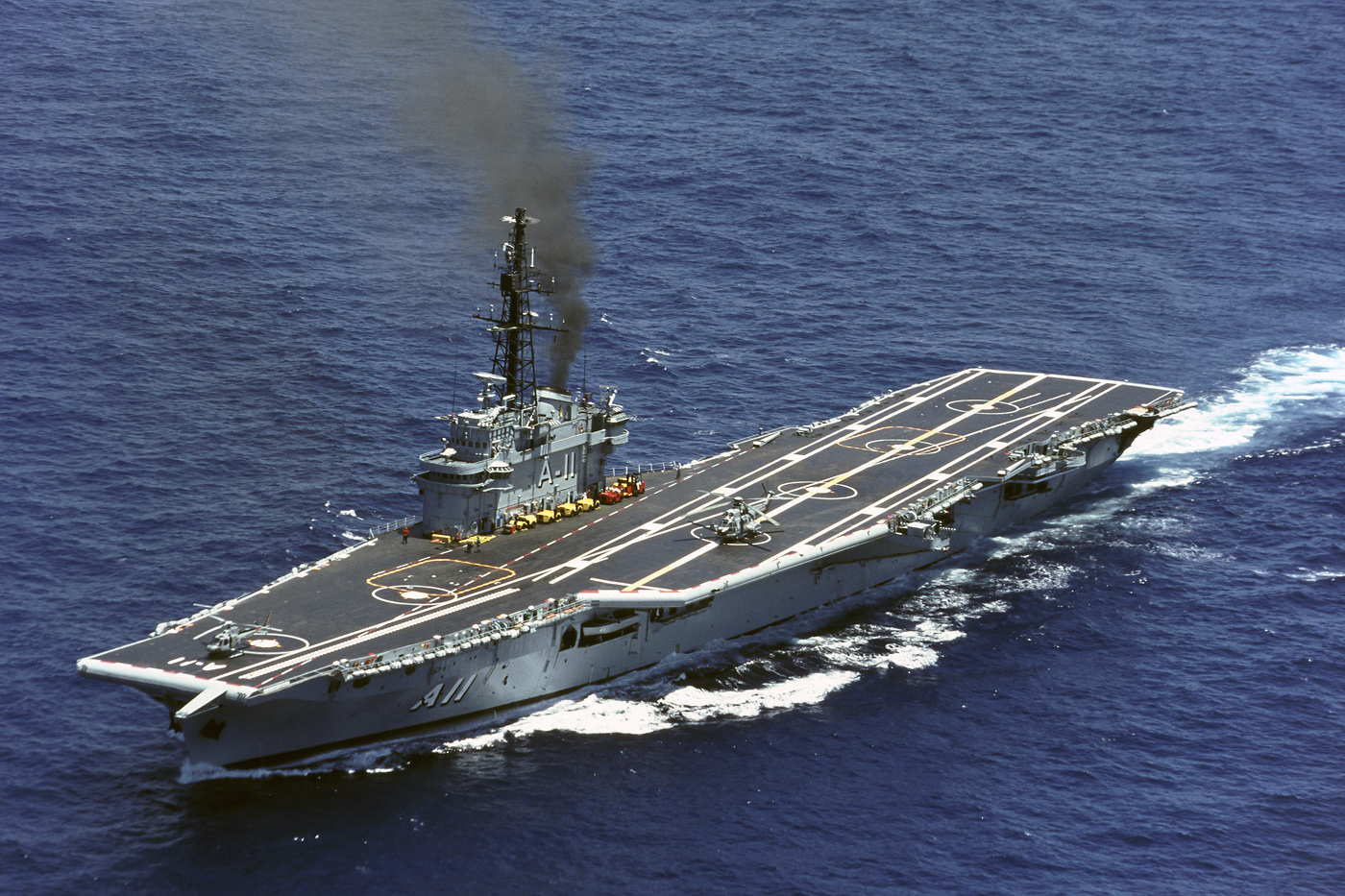
1996년 브라질에 중고로 수출된 동급 미나스제라이스 항공모함

한국전쟁에 영국 해군 항공모함은 HMS 트라이엄프 (R16), HMS 테세우스 (R64), HMS 글로리 (R62), HMS 오션 (R68) 등 5척이 참전했다. 트라이엄프함은 개전 초기 최초로 참전했다.
1950년 5월 1일 미국 서해안에서 출항한 USS 밸리포지 (CV-45) 항공모함은 극동지방에 배치되었다. 6월 25일 한국전쟁 발발 당시 홍콩에 정박중이었다. 6월 26일 홍콩에서 출항하여 필리핀 수빅만 미국 해군 기지에 도착해 전시물자를 공급받고 한국을 향했다. 6월 28일 밸리포지함은 미국 해군 제7함대 (미국)의 기함이 되었다. 순양함 로체스터와 구축함 6척과 함께 태스크 포스 77 (미국 해군)을 구성했다. 6월 30일, 태스크 포스 77 (미국 해군)은 영국 앤드류스 해군 중장이 이끄는 HMS 트라이엄프 (R16) 항공모함, 자메이카 순양함, 2척의 구축함과 랑데뷰했다.
콜로서스급 항공모함은 만재배수량 2만톤으로 한국의 독도함과 만재배수량이 같다.
한국전쟁에 참전한 17척의 미국 항공모함은 모두 제트 전투기를 탑재하고 있었지만, 5척의 영국 항공모함은 모두 프로펠러 전투기만 탑재했다.